# Challviri
Challviri ist eine Ortschaft im Departamento Cochabamba im südamerikanischen Andenstaat Bolivien.

## Lage im Nahraum
Challviri liegt in der Provinz Chapare und gehörte noch bei der Volkszählung 2001 zum Municipio Villa Tunari, wurde jedoch 2012 dem Cantón Sacaba im Municipio Sacaba zugerechnet, aus dem es über die Gemeindestraße Ruta 4101 direkt angebunden ist. Die Ortschaft liegt auf einer Höhe von 3654 m im östlichen Teil vom Nationalpark Tunari im Tal des Río Challviri, der über den Río Torrani zum Río Altamachi fließt und zum Einzugsgebiet des Río Beni gehört. Die Ortschaft setzt sich aus vier Ortsteilen zusammen: Challviri Alto (169 Einw.), Challviri Centro (96 Einw.), Challviri Bajo (135 Einw.) und Challviri (69 Einw.) und beherbergt die Bildungseinrichtung „Unidad Educativa Challviri“.

## Geographie
Challviri liegt am Nordostrand der Cordillera Oriental, das Klima ist ein typisches Tageszeitenklima, bei dem die mittleren täglichen Temperaturschwankungen höher ausfallen als die jahreszeitlichen Schwankungen.
Die Jahresdurchschnittstemperatur der Region liegt bei etwa 6 °C (siehe Klimadiagramm Challa Grande) und schwankt nur unwesentlich zwischen 2 °C im Juni und Juli und gut 8 °C im November und Dezember. Der Jahresniederschlag beträgt etwa 650 mm, bei einer ausgeprägten Trockenzeit von Mai bis August mit Monatsniederschlägen unter 10 mm, und einer Feuchtezeit von Dezember bis Februar mit bis zu 155 mm Monatsniederschlag.

## Verkehrsnetz
Challviri liegt in einer Entfernung von 72 Straßenkilometern nordöstlich von Cochabamba, der Hauptstadt des gleichnamigen Departamentos.
Durch Cochabamba verläuft die Nationalstraße Ruta 4, die mit einer Länge von 1657 Kilometern das gesamte Land in West-Ost-Richtung durchquert. Die Straße beginnt im Westen bei Tambo Quemado an der chilenischen Grenze und erreicht nach 392 Kilometern Sacaba. Die Straße führt dann weiter in östlicher Richtung über Santa Cruz nach Puerto Suárez im brasilianischen Grenzgebiet.
In der Stadt Sacaba zweigt im Ortsteil Huayallari Grande von der Ruta 4 am „Cruce Palca“ die Ruta 4101 nach Norden ab und windet sich nach Verlassen der Vororte in Serpentinen in das Tunari-Gebirge hinauf und erreicht nach siebzehn Kilometern über Sapanani Centro die Ortschaft Chaquiqocha. Von hier aus sind es weitere 25 Kilometer über Kaluyo Chico nach Palca und noch einmal vierzehn Kilometer in nordwestlicher Richtung bis Challviri.

## Bevölkerung
Die Einwohnerzahl der Ortschaft ist in dem Jahrzehnt zwischen den beiden letzten Volkszählungen um fast ein Viertel zurückgegangen:
| Jahr | Einwohner         | Quelle       |
| ---- | ----------------- | ------------ |
| 1992 | keine Detaildaten | Volkszählung |
| 2001 | 601               | Volkszählung |
| 2012 | 469               | Volkszählung |
| 2024 |                   | Volkszählung |

Im Municipio Sacaba sprechen 65,2 Prozent der Bevölkerung Quechua.